# Boom Boom Pow
«Boom Boom Pow» es una canción interpretada por la banda estadounidense The Black Eyed Peas, incluida en su quinto álbum de estudio, The E.N.D. La canción fue lanzada mediante la plataforma en línea Dipdive. como el primer sencillo del álbum en febrero de 2009 Todos los miembros del grupo usan la tecnología Auto-Tune en esta pista. Además, es la primera canción del álbum en demostrar el nuevo estilo electrónico de los Black Eyed Peas, con un sonido palpitante y con mucha tecnología digital. 
"Boom Boom Pow" encabezó la lista Billboard Hot 100, consiguiendo el primer número uno del grupo en Estados Unidos, manteniéndose por doce semanas consecutivas en esa posición, siendo una de las canciones con más tiempo en la cima. Antes de ser seguida por «I Gotta Feeling», que en promedio suman siete meses en el número 1, convirtiendo a los Black Eyed Peas en los artistas con más semanas consecutivas en dicho lugar. En cuanto a otros países, ha sido un completo éxito en todo el 2009, convirtiéndose en un verdadero hit. Prueba de ello fue encabezar la lista en Europa, parte de Asia y sobre todo en Sudamérica. En cuanto a ventas digitales, fue, al igual que su sucesor, un completo éxito, pues tan solo en Estados Unidos logró vender entre 2009 y 2010, más de seis millones. Ocupa el quinto lugar como las canciones más descargadas de todos los tiempos en los Estados Unidos, llegando a este récord en sólo veintitrés semanas, más rápido que cualquier otra canción en la historia digital. La marca anterior fue establecida por "Low" de Flo Rida, que superó los cuatro millones de marca en su semana 35 de su estreno. En suma, "Boom Boom Pow" vendió más de 6,5 millones de descargas digitales alrededor del mundo, las cuales le alzaron como el segundo sencillo más vendido digitalmente en 2009 a nivel mundial, después de "Poker Face" de Lady Gaga con 9.8 millones de copias. Además, es el tercer sencillo con más descargas de la historia, por debajo de I Gotta Feeling y Poker Face.
Su videoclip fue una llamarada electrónica siendo inmediatamente un rotundo éxito. Trata sobre la entrada a la era digital de los Black Eyed Peas, en mundo de vida computacional y robótica. 
Fue, hasta abril de 2011, la canción más visitada del grupo en YouTube, con más de 100.000.000 de visitas, pero fue superada por la canción "The Time (Dirty Bit)". Además, este video le valió al grupo el Grammy al mejor video musical de formato corto en la ceremonia de 2010.
El 2 de septiembre de 2013 la revista Billboard publicó su lista Hot 100 55th Anniversary: The All-Time Top 100 Songs donde se colocó en la posición n.º 51.

## Información
Boom Boom Pow fue lanzado por Will.i.am en la plataforma Dipdive. El líder de la banda dejó un mensaje junto con la canción en el que aparecía la carátula del sencillo y el nuevo estilo de la banda.
El primer sencillo de The E.N.D comenzó a recibir numerosas descargas sobre todo en la red Today Network en Australia.
El solo también recibió múltiples descargas en los Estados Unidos. La canción oficialmente sonó en las radios el 10 de marzo de 2009.
Boom Boom Pow alcanzó el número 1 en " KIIS FM Los Ángeles".
La canción abre con will.i.am y meditando en la afirmación de un sonido nuevo y futurista para él y para el resto de los Peas: "Tengo que el rock-and-roll, que el flujo futuro". Fergie , Taboo , y apl.de.ap cada oferta una variación de este tema, después de que Will.i.am (presentado por Fergie) demuestra el tema en el trabajo en una serie de golpes de fuego rápido, salpicado de efectos digitales. La canción concluye con Fergie repetir su verso inicial, formando un outro de clases y tomar el oyente más o menos en círculo. La canción fue escrita originalmente por Mordechai Weines. Fergie se ha pronunciado sobre la inusual estructura de la canción, diciendo:
"  Creo que "Boom Boom Pow" no es su primer single típico. No es la típíca canción, vamos a hacer un coro inigualable, y ya sabes, tener un buen corazón-canción de amor, ni nada de eso. Se trata básicamente de tipo de la izquierda. Siempre hemos sido una especie de inadaptados, por lo que tipo de ataques. La canción está a la izquierda, pero funciona, porque estamos siendo fieles a nosotros mismos.
La canción también trata de una cualidad futurista, con Fergie rapeando la letra "Estoy en el año tres mil ocho , por lo que dos mil y tarde. " El pulso de la canción está influenciada por 1980 "canción electro Planet Rock ". Will.i.am dijo que la letra fue la inspiración del concepto futurista del vídeo. Will.i.am también aparece en la Merrick y Rosso programa de radio el desayuno que la canción fue fuertemente influenciado por los sonidos electrónicos que escuchaba en las discotecas de Sídney , Australia , durante el rodaje de X-Men Origins: Wolverine y su visita a Australia . Tras el éxito de la banda récord con "Boom Boom Pow" y "I Gotta Feeling", will.i.am comentó en un vídeo en el Billboard en el éxito de la canción, diciendo:
"Boom Boom Pow" fue hecho para los clubes underground. , Si yo hubiera pensado que iba a ser una canción de la radio, me hubiera hecho diferente. Por ejemplo, cuando hicimos " no mienten ", yo estaba como 'Oh, vamos a hacer esta radio amistoso. " Big Girls No llores ", ooh esto suena como una canción de radio, permítanme poner un poco de toque de radio en él." Que ya no existen. No hay tal cosa como una canción de radio. La radio es lo que quiere la gente, y "Boom Boom Pow" es prueba de que si la droga es algo que, independientemente de si se ha salpicado de radio que vibra, que debe ser tocada en la radio y la gente se va a gustar. "La canción recibió críticas por el uso de la palabra "mierda" de Will.i.am, Fergie y Taboo en los versos. La palabra fue censurada en el video musical de la canción.
"Boom Boom Pow" no cuenta con prevalentes muestras de una canción pero cuenta con una referencia a la canción de Daft Punk "Harder, Better, Faster, Stronger" ya que Apl.de.ap canta "harder, faster, better, stronger". Además, el tema se ha utilizado como inspiración de la canción "Avaliable" de Flo Rida y Akon incluida en el álbum R.O.O.T.S..

### Publicación
"Boom Boom Pow" fue lanzado a la radio dominantes de EE. UU. el 13 de marzo de 2009. Fue lanzado oficialmente en iTunes en los EE. UU. el 30 de marzo de 2009. Fue programado para ser lanzado en el Reino Unido el 25 de mayo de 2009, sin embargo, debido a tres versiones alternativas de la canción de entrar en el Reino Unido Top 50 de iTunes las canciones, la versión Negro Eyed Peas fue liberado dos semanas antes, el domingo, 10 de mayo. Una de sus actuaciones completa tuvo lugar en el American Idol Final de 2009. En junio de 2009, un número desconocido de América del Norte de radio estaciones han optado por la censura de referencia de la canción para la radio por satélite . [ 9 ] La mayoría de las estaciones de radio del Reino Unido también se han encontrado para distorsionar la radio por satélite palabra, y esta es la versión que aparece en el Reino Unido solo en CD.

## Video musical

### Antecedentes
Fergie había declarado en una entrevista en The Insider que el vídeo musical sería el rodaje de la semana del 8 de marzo de 2009. La filmación del video fue publicado por MTV el 8 de abril. En una entrevista a MTV, que Se dice que "... el concepto del video es el nacimiento de la Peas en la otra vida digital", dijo Fergie. "Así que la transformación se nos va en una especie de nacimiento o capullo y sale el otro extremo, como las formas de energía. Es un paralelo con la industria de la música. Ahora todo se descarga." Miembro del Grupo de will.i.am dijo que el video fue inspirado en la forma digital, el mundo se ha convertido en la esperanza y el video presenta a "lo que sería como si realmente estuviéramos en el equipo, si el arte se funden en él", dijo. "[Es] la vida analógica desde una perspectiva digital. Convertirse en la tecnología." El video musical fue dirigido por Mathew Cullen y Kudsi Mark. El video se estrenó en Dipdive el 18 de abril de 2009 y fue lanzado en iTunes el 24 de abril de 2009.
Fergie confirmó en una entrevista que el videoclip de Boom Boom Pow fue grabado el 9 de marzo. Will.i.am, Fergie y Taboo aparecen con un look diferente en el videoclip. El 18 de abril se estrenó en el canal online Dipdive el video oficial. 

### Sinopsis
El concepto del video es el nacimiento digital de Black Eyed Peas. Se puede apreciar una transformación, en la que aparecen en una especie de capullo, nacen y salen en formas de energía. Ambientado en el año 3008, en un mundo digital en el cual todos vivimos en computadoras.
El videoclip comienza con una pantalla táctil en donde se buscan distintos archivos. Finalmente se elige uno en el cual se encuentran los miembros de Black Eyed Peas vestidos futurísticamente y con un reflector de color apuntándolos (A Will.I.Am lo alumbra el color amarillo, a Fergie el color verde, a Taboo el rojo y a apl.de.ap uno anaranjado. Mientras en el fondo sale Will.I.Am repitiendo la frase Get it get-get. Seguidamente se escucha el estribillo de los cuatro integrantes cantando Boom Boom Pow, get it get-get. Hasta que comienza Will.I.Am cantando y haciendo una especie de formas o movimientos con las manos. Luego, aparece la parte de Fergie en donde hace una especie de coreografía. En las partes de Taboo y apl.de.ap todo el escenario es robótico y eléctrico, y en ocasiones se escucha un robot mencionando estribillos. 
Al mismo tiempo hay humanoides rojos, los cuales siguen un curso y hacen una coreografía robótica. Todo en un transcurso digital. Después de ellos aparece una pantalla LCD ropiéndose por completo y en eso aparece Fergie cantando otro verso con garras alargadas y un traje verde. Luego, continuaría Will.I.Am cantando, rodeado por los humanoides, quienes lo transforman en un robot digital. Después de esa imagen, el video se divide en tres escenas. La primera muestra a los integrantes bailando una coreografía, la segunda muestra a los humanoides bailando la misma coreografía y la tercera muestra las caras robóticas de los integrantes coloreadas según el reflector que tenía. (La cara de Fergie es la portada del disco The E.N.D). Finalmente Fergie sale cantando su última estrofa con ropas robóticas y los integrantes terminana la coreografía con las manos juntas. Al mismo tiempo, la pantalla se rompe y se forman las siglas The E.N.D, que aluden al álbum a cual pertenece la canción: The E.N.D.

## Rendimiento comercial
En Australia, "Boom Boom Pow" fue lanzada el 30 de marzo de 2009, y debutó en el ARIA Charts el 6 de abril del mismo año. Alcanzó el número 1, permaneciendo allí durante seis semanas. Fue la mayor venta de 2009 en el país, antes de ser destronado por el " 3 " de Britney Spears. Estuvo alrededor de 27 semanas en el Top 20. Australia fue el primer país en el que se lanzó la canción. 
A partir de mayo de 2011, la canción ha vendido más de 6.000.000 millones de descargas en los EE. UU. [ 22 ] y fue certificado con multiplatino (5x) por la RIAA. Esta cantidad de singles vendidos, hace que Los Black Eyed Peas sean los artistas con más sencillo con más de  6 millones de copias, destronando a Lady Gaga . La canción debutó en el lugar número #73 en los Billboard Hot 100, lugar que no duraría mucho, pues después ascendería al número 1. manteniéndose así por 12 semanas, uno de los logros más impresionantes hechos por un aristas. Otros números 1 de Billboard fueron en los Pop Songs, Digital Songs, Radio Songs y Airplay. Además fue la primera canción del grupo en EE. UU. en llegar al número # 1, manteniendo el lugar durante doce semanas consecutivas. Antes de ser destronado y bajar al número #2 por la , también canción de Black Eyed Peas, I Gotta Feeling, que es la que más tiempo ha estado en el númeor # 1 hasta la fecha. Boom Boom Pow fue la segunda canción en estar más de 11 semanas en el número #1, ya que la primera fue Mariah Carey con We Belong Together en 2005. "Boom Boom Pow" estuvo 10 semanas en # 1 lugar en los BillboardHip-hop/R&B Songs superando el récord de Eminem con Lose Yourself como el más largo en esa lista aledaña a Billboard Hot 100 [ cita requerida ] . La canción tuvo un extenso apogeo surante el primer período de 2009 y fue nombrada como la Canción del Año 2009, pero curiósamente fue destronado en el Hot 100 por una canción de la misma banda, el segundo sencillo "I Gotta Feeling". La semana de éxitos del 30 de mayo de 2009 de "Boom Boom Pow", hizo que esta se convirtera en la séptima canción más exitosa en la década según Billboard. Fue atmbién todo un éxito en las radios, como en Mainstream 40 y Rítmica Top 40, alcanzando una audiencia estimada de 99 millones de dólares en radio en EE. UU. . Fue la cuarta canción de la década de los años 2000 para pasar al menos doce semanas en el # 1, y el duodécimo en la historia de la música por estar por lo menos doce semanas en la cima. Se trata de la banda musical número uno, y su Top 40 Mainstream marcó el segundo número uno. "Boom Boom Pow" se convirtió en la primera canción de la historia digital de pasar sus primeras doce semanas de la liberación como la canción más descargada en los Estados Unidos-, las venta de al menos 200.000 copias a la semana durante once semanas consecutivas. 
También ha encabezó las listas en el Canadá Hot 100 de la misma semana en el Hot 100 y en el australiano ARIA Charts. En Nueva Zelanda RIANZ , la canción hasta ahora alcanzó el puesto número dos. Además, se ha estado dentro del top 10 en más de veinte países. El 17 de mayo de 2009, entró en la lista de singles del Reino Unido en el número #1 sobre la base de casi 75.000 descargas solamente en el país. Es el segundo número que ha conseguido la banda en el Reino Unido (el primero fue " Where Is the Love? ", que también llegó a la cima de la tabla, pero seis años antes). También ha llegado al número # 3 en Irlanda. Después, el sencillo cayó al número #2 en el Reino Unido el 24 de mayo de 2009, pues los destronó la canción " Bonkers "de Dizzee Rascal y Armand Van Helden , la canción se mantuvo en la ranura # 2 por 2 semanas antes de volver al número 1 en 7 de junio de 2009 . "Bonkers" había cambiado mientras tanto los lugares con "Boom Boom Pow" y tomó el lugar número # 2. Fue la canción con más tiempo en las listas mundiales e internacionales, el récord anterior lo tenía la canción Hips Don't Lie de Shakira en julio de 2006. Su siguiente sencillo en el Reino Unido "I Gotta Feeling", también alcanzó el # 1 y logró la misma hazaña de tener dos carreras separadas en el número uno en la lista de singles del Reino Unido. Con unas ventas de más de 600.000, la única es en la actualidad la venta el sexto mejor del 2009 en el Reino Unido. "Boom Boom Pow" es también el decimotercer sencillo más vendido del siglo 21 en el Reino Unido.

## Pistas
CD promocional
1. "Boom Boom Pow" (Clean) — 04:12
2. "Boom Boom Pow" (Clean A cappella) — 03:58
3. "Boom Boom Pow" (Clean Con Intro) — 03:49
4. "Boom Boom Pow" (Dirty) — 04:12
5. "Boom Boom Pow" (Dirty A cappella) — 03:58
6. "Boom Boom Pow" (Dirty Con Intro) — 03:49
7. "Boom Boom Pow" (Instrumental) — 02:57

- (Original Version mixed by Dylan Dresdow)

Sencillo en CD - Reino Unido
1. "Boom Boom Pow" (Edición de Radio) — 3:38
2. "Boom Boom Wow" (Will.I.Am Megamix) — 4:12

## Invasion of Boom Boom Pow- Megamix E.P.
Un E.P. con remixes de "Boom Boom Pow" llamado Invasion Of Boom Boom Pow será lanzado en todas las tiendas en línea el 5 de mayo de 2009. Algunos de estos remixes contienen partes nuevas cantadas por Will.i.am, Apl.de.ap, 50 cent y Gucci Mane.
- "Let The Beat Rock" – Boys Noize Megamix feat. 50 CENT
- "Let The Beat Rock" – Boys Noize Megamix feat. GUCCI MANE
- "Boom Boom Style" Zuper Blahq Megamix feat. Kid Cudi
- "Boom Boom Guetta" - David Guetta's Electro Hop Remix
- "Boom Boom Wow" - D.J. will.i.am Megamix
- "Boom Boom Boom" - DJ Ammo/Poet Named Life Megamix

### Lista de posiciones y certificaciones
| Chart (2009)                         | Mayor posición |
| ------------------------------------ | -------------- |
| Australian ARIA Singles Chart        | 1              |
| Austrian Singles Chart               | 3              |
| Belgian Singles Chart (Flanders)     | 1              |
| Belgian Singles Chart (Wallonia)     | 1              |
| Canadian Hot 100                     | 1              |
| Czech Republic Singles Chart         | 7              |
| Danish Singles Chart                 | 5              |
| Dutch Singles Chart                  | 4              |
| France Singles Chart                 | 4              |
| German Singles Chart                 | 3              |
| Irish Singles Chart                  | 3              |
| Israeli Singles Chart                | 1              |
| Italian Singles Chart                | 11             |
| New Zealand Singles Chart            | 2              |
| Norwegian Singles Chart              | 7              |
| Spain Singles Charts                 | 12             |
| Swedish Singles Chart                | 10             |
| Swiss Music Charts                   | 4              |
| UK Singles Chart                     | 1              |
| UK R&B Chart                         | 1              |
| U.S. Billboard Hot 100               | 1              |
| U.S. Billboard Hot R&B/Hip-Hop Songs | 93             |
| U.S. Billboard Pop 100               | 1              |

## Certificaciones
| País           | Certificación | Ventas    |
| -------------- | ------------- | --------- |
| Australia      | 4× Platino    | 280 000   |
| Bélgica        | Platino       | 30 000    |
| Nueva Zelanda  | Platino       | 20 000    |
| España         | Oro           | 20 000    |
| Suecia         | Oro           | 20 000    |
| Reino Unido    | Platino       | 667 500   |
| Estados Unidos | 5× Platino    | 5 300 000 |

## Premios
El videoclip de Boom Boom Pow fue ganador en la categoría " Mejor video internacional del Año" de los premios "MuchMusic Video Awards" otorgados por la cadena de televisión canadiense MuchMusic.El 21 de junio se le concedió el premio superando a bandas como Green Day, Coldplay y Kings of Leon. Además The Black Eyed Peas gracias a este trabajo consiguió el premio como mejor canción Rap/Hip-hop en los premios Teen Choice Awards 2009. El 31 de enero de 2010, el video fue premiado en la 52.ª edición de los Premios Grammy en la categoría de Mejor video musical.
| Año  | Premio                 | Categoría                         | Resultado |
| ---- | ---------------------- | --------------------------------- | --------- |
| 2009 | MuchMusic Video Awards | Mejor video internacional del año | Ganador   |
| 2009 | Teen Choice Award      | Mejor canción rap/hip hop         | Ganador   |
| 2010 | Premio Grammy          | Mejor video musical               | Ganador   |